# ヒメコノハドリ属
ヒメコノハドリ属（ヒメコノハドリぞく、学名: Aegithinina）は、鳥類スズメ目ヒメコノハドリ科 Aegithinidae の唯一の属である。

## 特徴
東洋区（南アジア、東南アジア）に分布。パキスタン、インド、スリランカから中国南西部、インドシナ半島、パラワン島、ボルネオ島、スマトラ島、ジャワ島、バリ島にかけて生息する。鳥類に3科しかない東洋区固有科の1つである（他の2科はコノハドリ科 Chloropseidae・ルリコノハドリ科 Irenidae）。
他のコノハドリ類よりやや小型の全長14–17cmで、羽色は黄色（コノハドリ科は黄緑系、ルリコノハドリは青紫系）。

## 系統と分類
かつてはコノハドリ科・ルリコノハドリ科とともにコノハドリ科 Irenidae にまとめられていた。しかし、他の旧コノハドリ科は現在はスズメ上科であり、カラス上科のヒメコノハドリ科とは系統的に離れている。
ヤブモズ科 Malaconotidae・オオハシモズ科 Vangidae に近縁とする説がある。
Sibley分類ではカラス科ヒメコノハドリ亜科 Aegithininae の唯一の属だった。

## 種
4種が属する。
- Aegithina tiphia, ヒメコノハドリ、英: Common Iora
- Aegithina nigrolutea, ズグロヒメコノハドリ、英: Marshall’s Iora
- Aegithina viridissima, ミドリヒメコノハドリ、英: Green Iora
- Aegithina lafresnayei, オオヒメコノハドリ、英: Gdreat Iora